# جام یوفا ۸۹–۱۹۸۸
جام یوفا ۸۹–۱۹۸۸، هجدهمین فصل از جام یوفا، مسابقات فوتبال باشگاهی سطح دوم اروپا بود که توسط یوفا سازماندهی شد و با قهرمانی ناپولی به پایان رسید.